# Macrochaeteuma sauteri
Macrochaeteuma sauteri är en mångfotingart som beskrevs av Karl Wilhelm Verhoeff 1914. Macrochaeteuma sauteri ingår i släktet Macrochaeteuma och familjen Macrochaeteumatidae. Inga underarter finns listade i Catalogue of Life.